# Macrodactylus impressus
Macrodactylus impressus är en skalbaggsart som beskrevs av Bates 1887. Macrodactylus impressus ingår i släktet Macrodactylus och familjen Melolonthidae. Inga underarter finns listade i Catalogue of Life.